# Шаре (Сјеница)
Шаре је насеље у Србији у општини Сјеница у Златиборском округу. Према попису из 2022. било је 58 становника (према попису из 1991. било је 434 становника).
Овде се налази ОШ „Братство-Јединство” ИО Шаре.

## Демографија
У насељу Шаре живи 179 пунолетних становника, а просечна старост становништва износи 34,6 година (35,0 код мушкараца и 34,3 код жена). У насељу има 56 домаћинстава, а просечан број чланова по домаћинству је 4,46.
Ово насеље је у потпуности насељено Бошњацима (према попису из 2002. године).
|  |

| Демографија | Демографија | Демографија |
| Година      | Становника  | Становника  |
| ----------- | ----------- | ----------- |
| 1948.       | 487         |             |
| 1953.       | 530         |             |
| 1961.       | 515         |             |
| 1971.       | 272         |             |
| 1981.       | 263         |             |
| 1991.       | 434         | 404         |
| 2002.       | 250         | 430         |

| Етнички састав према попису из 2002.‍ | Етнички састав према попису из 2002.‍ | Етнички састав према попису из 2002.‍ | Етнички састав према попису из 2002.‍ | Етнички састав према попису из 2002.‍ |
| ------------------------------------ | ------------------------------------ | ------------------------------------ | ------------------------------------ | ------------------------------------ |
|                                      |                                      |                                      |                                      |                                      |
| Бошњаци                              | Бошњаци                              |                                      | 250                                  | 100,0%                               |
| непознато                            | непознато                            |                                      | 0                                    | 0,0%                                 |

| Година пописа     | 1948. | 1953. | 1961. | 1971. | 1981. | 1991. | 2002. |
| ----------------- | ----- | ----- | ----- | ----- | ----- | ----- | ----- |
| Број домаћинстава | 88    | 83    | 79    | 48    | 41    | 69    | 56    |

| Број чланова      | 1 | 2 | 3 | 4  | 5  | 6  | 7 | 8 | 9 | 10 и више | Просек |
| ----------------- | - | - | - | -- | -- | -- | - | - | - | --------- | ------ |
| Број домаћинстава | 8 | 3 | 3 | 12 | 13 | 10 | 2 | 5 | 0 | 0         | 4,46   |

| Пол    | Укупно | Неожењен/Неудата | Ожењен/Удата | Удовац/Удовица | Разведен/Разведена | Непознато |
| ------ | ------ | ---------------- | ------------ | -------------- | ------------------ | --------- |
| Мушки  | 86     | 27               | 55           | 4              | 0                  | 0         |
| Женски | 108    | 37               | 58           | 13             | 0                  | 0         |
| УКУПНО | 194    | 64               | 113          | 17             | 0                  | 0         |

| Пол    | Укупно                    | Пољопривреда, лов и шумарство | Рибарство                            | Вађење руде и камена | Прерађивачка индустрија       |
| ------ | ------------------------- | ----------------------------- | ------------------------------------ | -------------------- | ----------------------------- |
| Мушки  | 44                        | 28                            | 0                                    | 0                    | 3                             |
| Женски | 52                        | 33                            | 0                                    | 0                    | 16                            |
| УКУПНО | 96                        | 61                            | 0                                    | 0                    | 19                            |
| Пол    | Производња и снабдевање   | Грађевинарство                | Трговина                             | Хотели и ресторани   | Саобраћај, складиштење и везе |
| Мушки  | 0                         | 5                             | 3                                    | 3                    | 1                             |
| Женски | 0                         | 0                             | 1                                    | 0                    | 0                             |
| УКУПНО | 0                         | 5                             | 4                                    | 3                    | 1                             |
| Пол    | Финансијско посредовање   | Некретнине                    | Државна управа и одбрана             | Образовање           | Здравствени и социјални рад   |
| Мушки  | 0                         | 0                             | 0                                    | 0                    | 0                             |
| Женски | 0                         | 0                             | 0                                    | 0                    | 1                             |
| УКУПНО | 0                         | 0                             | 0                                    | 0                    | 1                             |
| Пол    | Остале услужне активности | Приватна домаћинства          | Екстериторијалне организације и тела | Непознато            | Непознато                     |
| Мушки  | 0                         | 0                             | 0                                    | 1                    | 1                             |
| Женски | 0                         | 0                             | 0                                    | 1                    | 1                             |
| УКУПНО | 0                         | 0                             | 0                                    | 2                    | 2                             |